# Polianes
Les Polianes (ukrainien : Поляни - Poljany) étaient une tribu slave orientale qui habitait les deux rives du Dniepr entre les villes de Lioubetch et Rodnija entre le VIe et le IXe siècle, ainsi que les affluents du Ukraine du Dniepr, les cours inférieurs des rivières Ros, Sula, Stouhna, Teteriv, Irpin, Desna et Pripiat. Leur nom est dérivé du mot poljana ("plaine") en raison de leur habitude de s'installer dans des champs ouverts et des plaines. Ils ont joué un rôle central dans la formation de la Rus' de Kiev.

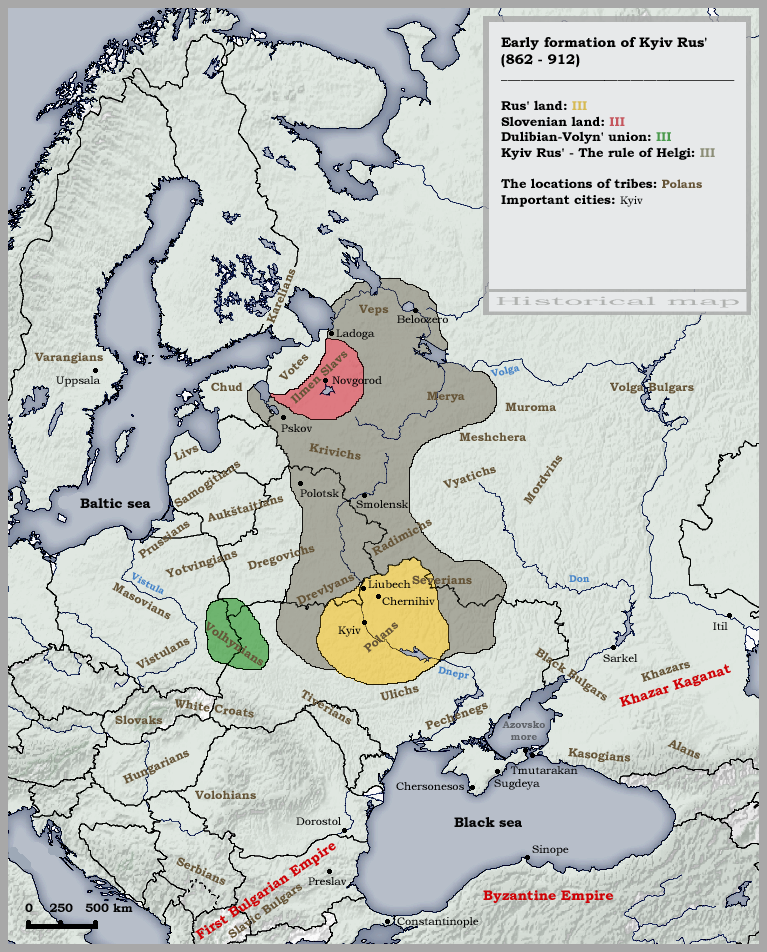
Début de la Rus' de Kiev, approximativement la terre de Polianes (ou terre de Rus') en jaune

## Histoire
Le territoire où les Polianes se sont établis se trouvait à l'intersection des territoires des tribus slaves orientales voisines et d'importantes routes commerciales et, était relié par un réseau de voies navigables. Selon le Conte des temps anciens, les chefs des Polianes, trois frères — Kyi, Shchek et Khoriv - fondèrent dans l'Antiquité la ville de Kiev, qui devint par la suite un centre tribal.
Les premiers souverains scandinaves des Polianes sont les Varègues Askold et Dir. À partir du IXe siècle, le pays de Polianes commence à être appelé le pays des Rus, un nom qu'ils ont probablement adapté des Varègues. En 882, le souverain varèguen Oleg tue par ruse Askold et Dir et devient prince de Kiev. Cette prise de pouvoir est considérée comme le début de la Rus' de Kiev. Il commence à étendre le pouvoir de Kiev en conquérant les tribus voisines. À la fin du Xe siècle, presque toutes les tribus slaves de l'Est se trouvent sous sa domination.
Les Khazars, qui avaient auparavant dominé la région, sont conquis par le prince de Kiev Sviatoslav le Brave en 965. Celui-ci est également le premier souverain à porter un nom slave, signe de l'assimilation des Varègues par les Slaves de Kiev. La dernière mention des Polianes remonte à 944, date à partir de laquelle ils sont désignés exclusivement sous le nom de Rus.